# Романов, Иван Никитич
Ива́н Ники́тич Рома́нов, по прозванию Каша, (1560-е — 18 июля 1640) — сын Никиты Романовича Захарьина-Юрьева, младший брат патриарха Филарета и дядя первого царя из рода Романовых Михаила Фёдоровича.

## Биография
В 1601 году сослан в Пелым, где его вместе с братом Василием держали прикованными к стене цепями. В 1602 году переведён в Нижний Новгород; вскоре возвращён в Москву. В день коронации Лжедимитрия I сделан боярином, а затем был одним из членов «Государственного Сената» в правление Лжедимитрия I.
В 1606—1607 годах был воеводой в Козельске и победил в битве на Вырке (1607) князя Мосальского, возглавлявшего повстанческое войско в ходе восстания Болотникова. За победу наряду с другими воеводами получил в награду от Василия Шуйского золотой.

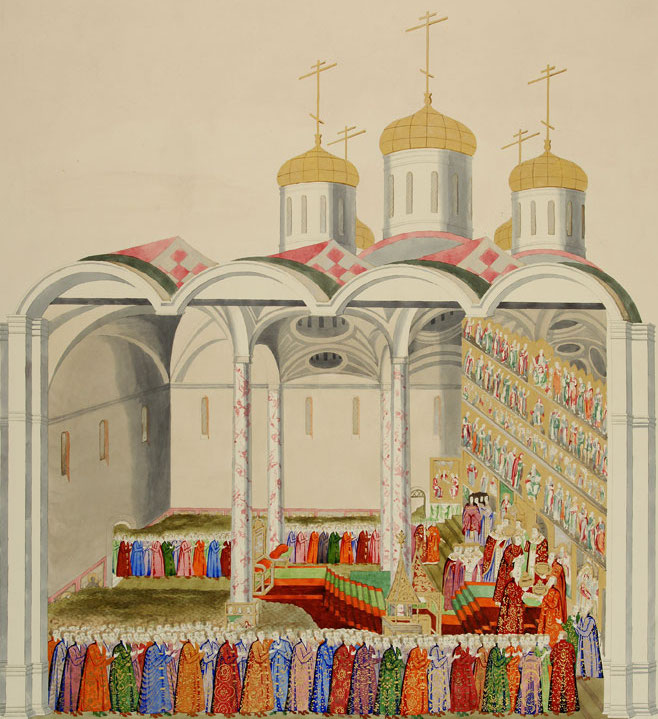
Сцена миропомазания на полном изображении

Входил в Семибоярщину. В сентябре 1610 года бояре настаивали, чтобы ввести в Москву польские войска, так как де иначе чернь может передать её Тушинскому вору. Патриарх Гермоген был сначала против этой меры, но уступил доводам Ивана Никитича, сказавшего, что если гетман Жолкевский отойдет от Москвы, то боярам ничего другого не останется делать, как идти вслед за поляками для спасения своих голов. 25 и 26 января 1612 года находившиеся в Москве бояре послали увещательные грамоты в Кострому и Ярославль: о пребывании в верности избранному в Московские цари Польскому королевичу Владиславу, о невспоможении стоящим под Москвою воеводам князю Трубецкому и Заруцкому и о присылке к гетману Ходкевичу и к ним, боярам, выборных от города людей с повинною. Под этими грамотами подписался очень твердым и четким почерком, лучше всех остальных, «Боярин Иван Никитич Романов».
На избирательном соборе 1613 года Иван Никитич (как и вся боярская партия) поддерживал кандидатуру шведского принца Карла Филиппа, и когда казаки выдвинули его племянника Михаила, он ответил им: «Тот есть князь Михайло Федорович ещё млад и не в полне разуме». Эти слова отзывались ему в будущем: хотя в правление Михаила Федоровича Иван Никитич занимал важное место при дворе, иногда отношения между царем и его дядей осложнялись.

## Брак и дети

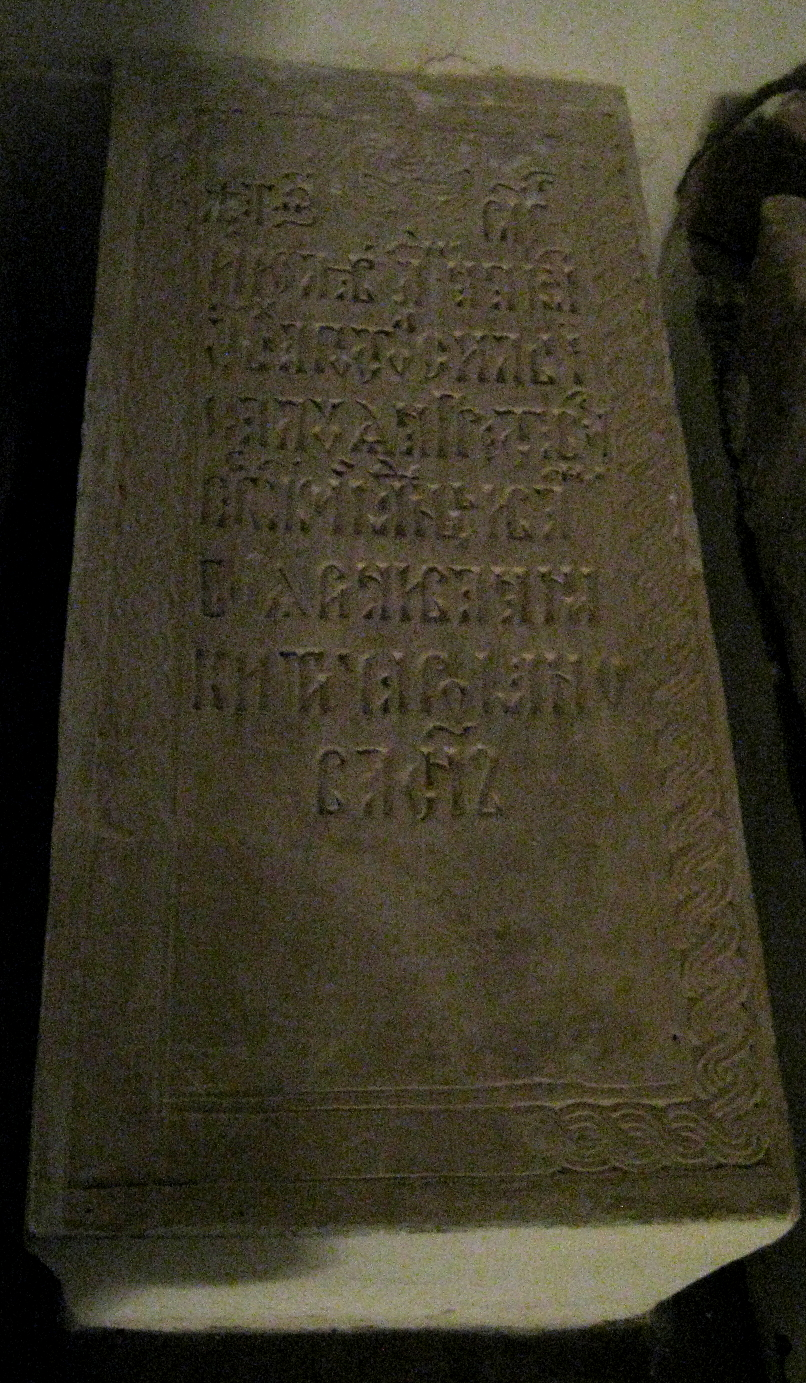
Могила сына Ивана

Иван Никитич был женат на Ульяне Фёдоровне Литвиновой-Мосальской (ум.1650), которая была на свадьбе Михаила Федоровича. У супругов родились:
- Андрей (ум.1609) — умер в младенчестве;
- Дмитрий (ум.1610) — в младенчестве;
- Прасковья (ум.1611) — в младенчестве;
- Ирина (ум.1615) — в младенчестве;
- Прасковья (ум.1621) — в младенчестве;
- Никита (ум. 1654);
- Иван (ум.1625) — в младенчестве;
- Марфа — супруга Алексея Ивановича Воротынского (1610—1642).

Со смертью бездетного боярина Никиты Ивановича в 1654 году все ветви Романовых, кроме потомства Михаила Фёдоровича, пресеклись.